# Marian-Smoluchowski-Emil-Warburg-Physikpreis
Der Marian-Smoluchowski-Emil-Warburg-Physikpreis wird seit 1997 alle zwei Jahre abwechselnd an einen deutschen und polnischen Physiker verliehen und von der Deutschen Physikalischen Gesellschaft (DPG) und der Polnischen Physikalischen Gesellschaft (Polskie Towarzystwo Fizyczne, PTF) für herausragende Leistungen in reiner oder angewandter Physik vergeben. Er reiht sich damit in die Reihe der binationalen Physikpreise der DPG ein. Der Preis ist mit 3000 € dotiert, mit einer silbernen Medaille verbunden und wird in Erinnerung an Marian von Smoluchowski und Emil Warburg verliehen, deren Porträts auf der Medaille sind.
Eine der beiden Gesellschaften macht nach der Satzung von 2007 jeweils einen Vorschlag von zwei bis drei Physikern, die andere (gastgebende) Gesellschaft wählt aus. Die Physiker müssen nicht Mitglieder der DPG oder PTF sein, das Zentrum ihres Wirkens muss aber in einem der beiden Länder sein.
Er wird mit Hilfe der Meyer-Viol-Stiftung vergeben.

## Preisträger
- 1997/1998 Andrzej Białas
- 1999 Ludger Wöste
- 2001 Janusz A. Zakrzewski
- 2003 Fritz Haake
- 2005 Andrzej Warczak
- 2007 Andrzej Buras
- 2009 Andrzej L. Sobolewski
- 2011 Peter Fulde
- 2013 Krzysztof Redlich
- 2015 Werner Hofmann
- 2017 Andrzej Michał Oleś
- 2019 Peter Hänggi
- 2021 Grzegorz Karczewski
- 2023 keine Verleihung
- 2025 Marek Pfützner